# Солодкий суп

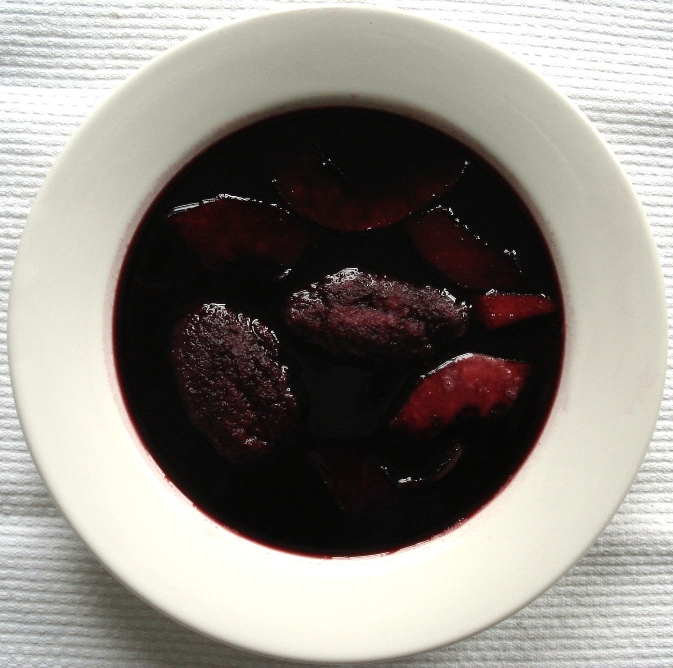
Німецький суп із бузини з манними галушками та яблуком

Солодкі або фруктові супи — холодні та гарячі рідкі страви, що готують зі свіжих, сушених або консервованих плодів і ягід, фруктово-ягідних соків, сиропів, пюре та екстрактів. Можна подавати як холодними, так і гарячими. 
У російській та радянській кухні солодкі супи набули поширення завдяки балтійській кухні, де популярні фруктові каші на плодово-ягідних відварах. Солодкі супи зазвичай подають на сніданок чи вечерю. У Швеції та Норвегії фруктовий суп із сухофруктів є традиційною стравою.
Солодкі супи зазвичай підсолоджують цукром, загущують картопляним крохмалем, плоди та ягоди протирають, повністю або частково. Для ароматизації використовують корицю, лимонну або апельсинову цедру, ванілін, гвоздику. У солодкий суп із цитрусових додають виноградне вино. Солодкі супи часто сервірують зі сметаною або збитими вершками. Гарніром, який готують окремо, в солодких супах виступають відварний рис, макаронні вироби, пшеничні або кукурудзяні пластівці, галушки, вареники нарізані рисовий або манний пудинг, запіканка, а також подані окремо печиво та бісквіт.